# Lamothe-Capdeville
Lamothe-Capdeville – miejscowość i gmina we Francji, w regionie Oksytania, w departamencie Tarn i Garonna. Przez gminę przepływa rzeka Aveyron. 
Według danych na rok 1990 gminę zamieszkiwało 875 osób, a gęstość zaludnienia wynosiła 73 osób/km² (wśród 3020 gmin regionu Midi-Pireneje Lamothe-Capdeville plasuje się na 382. miejscu pod względem liczby ludności, natomiast pod względem powierzchni na miejscu 952.).